# Abdullah Ier
Vous pouvez aider à l'améliorer ou bien discuter des problèmes sur sa page de discussion.
- Il ne cite pas suffisamment ses sources. Vous pouvez indiquer les passages à sourcer avec {{référence nécessaire}} ou {{Référence souhaitée}}, et inclure les références utiles en les liant aux notes de bas de page. (Marqué depuis juin 2025)
- Certaines informations devraient être mieux reliées aux sources mentionnées dans la bibliographie ou les liens externes. Améliorez sa vérifiabilité en les associant par des références. (Marqué depuis février 2025)
- Il n’est pas rédigé dans un style encyclopédique. (Marqué depuis février 2025)
- La traduction doit être revue. Le contenu est difficilement compréhensible à cause d’erreurs de traduction, peut-être dues à l’utilisation d’un logiciel de traduction automatique. (Marqué depuis février 2025)

- Archive Wikiwix
- Bing
- Cairn
- DuckDuckGo
- E. Universalis
- Gallica
- Google
- G. Books
- G. News
- G. Scholar
- Persée
- Qwant
- (zh) Baidu
- (ru) Yandex
- (wd) trouver des œuvres sur Wikidata

Abdullah Ier, de son nom Abu al-Abbas Abdallah I ibn Ibrahim I ibn al-Aghlabi (arabe : أبو العباس عبد الله الأول بن ابراهيم الاول الاغلابي) est le deuxième émir aghlabide d'Ifriqiya, il règne d'octobre/novembre 812 jusqu'à sa mort le 25 juin 817.

## Biographie
Il est connu pour sa beauté, mais aussi pour son pouvoir arbitraire, puisqu'il introduit un impôt sur les récoltes en espèces, au lieu de la dîme habituelle en nature. Cet impôt était contraire au précédent coranique et suscite une forte opposition. Lorsque Abdallah meurt peu de temps après, cela est largement considéré comme une punition divine. 
Il est remplacé par son frère Ziyadat Allah Ier.